# Helmut Geisler
Helmut Geisler (* 24. Dezember 1925 in Deutsch Nettkow, Kreis Crossen, preußische Provinz Brandenburg) ist ein ehemaliger deutscher Berufsoffizier, zuletzt im Range eines Generalmajors der Nationalen Volksarmee (NVA) der Deutschen Demokratischen Republik.

## Leben
Geisler wurde als Sohn eines Landwirts in der Neumark geboren. Die Schule beendete er mit der Mittleren Reife und absolvierte anschließend eine Ausbildung zum Technischen Assistenten. Am 30. November 1942 beantragte er die Aufnahme in die NSDAP und wurde zum 20. April 1943 aufgenommen (Mitgliedsnummer 9.618.774). 1943 wurde Geisler zum Reichsarbeitsdienst (RAD) eingezogen. Ab 1943 diente Geisler als Soldat in der deutschen Wehrmacht, zuletzt im Range eines Leutnants. Im letzten Kriegsjahr geriet er in sowjetische Kriegsgefangenschaft, aus der er 1948 entlassen wurde.
Von 1948 bis 1949 studierte Geisler an der Wirtschaftsschule Plessow. Er wurde Mitglied der SED und ab 1949 Referent der Landesregierung von Brandenburg. Am 1. Oktober 1949 trat er den bewaffneten Organen bei. Von 1950 bis 1951 diente Geisler als Taktiklehrer an den Volkspolizei-Schulen Prenzlau und Berlin-Treptow. Von 1951 bis 1952 hielt sich Geisler in der Sowjetunion auf, wo er an einem Sonderlehrgang für deutsche Offiziere teilnahm. Von 1952 bis 1956 war Geisler bei der VP-Bereitschaft Prora auf Rügen und im Mot. Schützen-Regiment 2 eingesetzt. 1956 ging er erneut in die UdSSR und studierte bis 1960 an der Militärakademie der Sowjetunion. Anschließend war Geisler bis 1963 stellvertretender Kommandeur der Infanterieschule Plauen. Danach wechselte er an die Militärhochschule in Löbau, wo er in verschiedenen Verwendungen bis 1980 blieb. 1976 erfolgte die Beförderung zum Generalmajor. 1981 kehrte Geisler nach Prora zurück und war bis 1986 verantwortlich für die Ausbildung ausländischer Militärs an der Offiziershochschule Prora. Zum 31. Dezember 1986 schied Helmut Geisler aus dem aktiven Dienst aus.

### Auszeichnungen
- Vaterländischer Verdienstorden in Silber
- Kampforden für Verdienste um Volk und Vaterland in Silber